# Laurent Bigorgne
Laurent Bigorgne, né le 20 octobre 1974 à Épinal, est un essayiste français. Il a été le directeur de l'Institut Montaigne entre 2010 et 2022.
Il démissionne après son interpellation par la police judiciaire intervenue à la suite de la plainte de Sophie Conrad, son ex-belle sœur et ancienne collaboratrice, faits pour lesquels il est condamné en novembre 2022. Celle-ci l'accuse d'avoir tenté de la violer en mettant une substance illicite dans son verre. Devant les enquêteurs, Laurent Bigorgne reconnaît qu'il prend régulièrement de la cocaïne « à haute dose » et qu'il a drogué Sophie cette soirée là, mais il nie toute intention sexuelle.
L'affaire connaît un important écho médiatique, en raison du profil du mis en cause,.
Membre du cercle rapproché d'Emmanuel Macron,,, il est un des premiers soutiens de La République en Marche,.

## Biographie

### Origines, jeunesse et formation
Fils d'un proviseur et d'une enseignante en informatique, Laurent Bigorgne naît le 20 octobre 1974 à Épinal, dans les Vosges. Il grandit en Meurthe-et-Moselle où son père est proviseur au lycée professionnel de Pompey.
Il étudie au sein du Centre universitaire d'études politiques (CUEP) de l'université Nancy-II, et s'inscrit parallèlement en DEUG d'histoire en 1992. Une fois son DEUG obtenu en 1994, il est admis à l'Institut d'études politiques de Paris, dont il est diplômé en 1996 (section Communication et ressources humaines),. Il est reçu, après deux échecs, à l'agrégation d'histoire en 1999.
En parallèle de ses études, il milite à l'Union nationale des étudiants de France – Indépendante et démocratique (Unef-ID), où il croise notamment Bruno Julliard.

### Carrière
Alors qu'il vient d'être nommé, l'année précédente, dans un lycée de Nancy, il est recruté en 2000 par Richard Descoings pour organiser le développement des antennes régionales de l'IEP de Paris. Il devient en 2003 — à vingt-huit ans — directeur des études de l'école, et ne quitte cette fonction qu'en 2004.
Il devient le second de Richard Descoings en 2007, puis il est détaché un an durant auprès de la London School of Economics.
À son retour en France, en 2009, sur l'insistance du PDG de Axa Claude Bébéar, il entre à l'Institut Montaigne comme directeur des études pour seconder le directeur, François Rachline — qu'il remplace dès novembre 2010. Laurent Bigorne perçoit à ce titre un salaire de 13 000 euros par mois.
Il est introduit par Olivier Duhamel au club Le Siècle.
Il est également président des associations Agir pour l'école et Le Choix de l'école (ex-Teach for France). En mars 2022, Le Figaro révèle que trois femmes dénoncent le harcèlement moral de Nadia Marik-Descoings, veuve de Richard Descoings et ancienne directrice adjointe de l'IEP de Paris. À l'époque des faits, Laurent Bigorgne était vice-président de Teach for France.
Il est un proche d'Emmanuel Macron, qu'il décrit comme un « ami de longue date ». Ils se connaissent depuis les années 2000.
Sa femme, Véronique Bolhuis, figure dans les mentions légales du nouveau site en-marche.fr, avant d'en être retirée.
Selon une enquête de Mediapart, le mouvement La République en Marche (LREM) est à sa création par Emmanuel Macron le 6 mars 2016 hébergé au domicile personnel de Laurent Bigorgne, alors directeur de l'Institut Montaigne.
Il soutient Emmanuel Macron lors de l'élection présidentielle de 2017 et le conseille sur les sujets liés à l'éducation. Il apparaît dans les courriels piratés de son équipe de campagne dans l'entre-deux-tours. Une fois Emmanuel Macron élu président, Bigorgne est cité par certains observateurs comme potentiel ministre, sans toutefois être nommé au gouvernement.
D'après le journal Libération, Laurent Bigorgne conseille le gouvernement francais.
Il dispose[Selon qui ?] d'un accès direct et permanent aux ministres.
Laurent Bigorgne participe à la réunion du groupe Bilderberg de 2015,. En juin 2018, il est nommé membre du Comité action publique 2022, installé par le Premier ministre Édouard Philippe pour concevoir le projet de réforme de l’État francais.
Après la pandémie de Covid-19, il estime que les Français doivent travailler davantage afin de relancer l'économie. Il propose notamment que le gouvernement supprime une semaine de vacances et permette aux entreprises de déroger au temps de repos obligatoire,.

### Démission
À la suite de « l'affaire Bigorgne » (voir ci-dessous), il démissionne en février 2022 de son poste à l'Institut Montaigne. Il est remplacé par Marie-Pierre de Bailliencourt à partir du 1er septembre 2022.

## Affaire judiciaire
Le 25 février 2022, Laurent Bigorgne est interpellé par la police judiciaire et placé en garde à vue à la suite d'une plainte de Sophie Conrad, l'une de ses collaboratrices à l'Institut Montaigne et son ex-belle-sœur. Celle-ci accuse Laurent Bigorgne de l'avoir droguée à son insu lors d'une soirée de travail le 22 février. Se sentant extrêmement mal, ressentant des vertiges, elle parvient à sortir de chez lui et prendre un taxi pour l'hôpital. La plaignante a signalé que Laurent Bigorgne avait consommé de la cocaïne au cours de la réunion. Sophie Conrad a également affirmé qu'il avait pris l'habitude de lui envoyer régulièrement des messages à caractère sexuel.
Selon l'expertise toxicologique de l’hôpital, elle est testée positive à la MDMA, une drogue de synthèse de la famille des amphétamines appelée aussi ecstasy,,. Cette drogue est souvent décrite comme la « drogue de l'amour ». Durant la garde à vue, Laurent Bigorgne reconnaît les faits qui lui sont reprochés. Il conteste tout mobile sexuel dans son acte.
Sa démission de son poste de directeur est annoncée par l'Institut Montaigne le 27 février,.
Peu de témoins ont été entendus. Le mobile sexuel a été écarté par le Parquet de Paris sur la seule base des déclarations du prévenu. La plaignante Sophie Conrad dénonce des pressions qui ont été exercées sur les enquêteurs. Son avocat, Arié Alimi, porte plainte pour « obstruction à la manifestation de la vérité » et « faux en écriture publique », contre le directeur de la police judiciaire et la procureure de Paris, pour être intervenus personnellement pendant la garde à vue.
Le procès est renvoyé au 10 novembre 2022, pour complément d'expertises. La plaignante indique que des faits similaires auraient été reconnus par Laurent Bigorgne.
Dans une interview publiée le 9 novembre 2022 dans Elle, la plaignante Sophie Conrad soutient que Laurent Bigorgne a été protégé par des proches du pouvoir, car, dit-elle, « la justice a minimisé ce que j'ai subi : à croire qu'une affaire de violence sexuelle ne devait pas éclabousser un proche d'Emmanuel Macron, à quelques mois de l'élection présidentielle ». En outre, le prévenu comparaît le 10 novembre 2022, uniquement pour « administration de substance nuisible » et non pas pour « tentative de viol ». Le 10 novembre 2022, à l'issue d'un procès, qui souligne l'addiction à la cocaïne de Laurent Bigorgne, le procureur requiert contre lui 18 mois d’emprisonnement avec sursis probatoire.
Le 8 décembre 2022, il est condamné à douze mois d'emprisonnement avec sursis et 2 000 euros d'amende. Le tribunal correctionnel estime que Laurent Bigorgne avait administré cette drogue « afin de commettre à son égard un viol ou une agression sexuelle », requalifiant ainsi les faits. En mai 2023, Laurent Bigorgne se désiste de son appel et est définitivement condamné.

## Publications
- Avec Alice Baudry et Olivier Duhamel, Macron, et en même temps…, Plon, 2017  (ISBN 978-2259259866) 306 p..
- Avec Olivier Duhamel, Les mots de Macron: Petit dictionnaire de citations, Dalloz, 2019.
- Avec Olivier Duhamel, Les mots du coronavirus, Dalloz, 2020.